# ريتشارد د. ديفيس
ريتشارد د. ديفيس (بالإنجليزية: Richard D. Davis)‏ هو محامي وسياسي أمريكي، ولد في 1799 في الولايات المتحدة، وتوفي في 17 يونيو 1871 في الولايات المتحدة. حزبياً، نشط في الحزب الديمقراطي. وقد انتخب عضو مجلس النواب الأمريكي.